# Роз'їзд 102 (Аршалинський район)
Роз'їзд 102 (каз. рзд.102) — станційне селище у складі Аршалинського району Акмолинської області Казахстану. Входить до складу Жибек-жолинського сільського округу.
Населення — 10 осіб (2021; 45 у 2009, 32 у 1999, 12 у 1989).
Національний склад станом на 1989 рік:
- казахи — 75 %.

Раніше селище називалось Роз'їзд № 102.